# Zepar

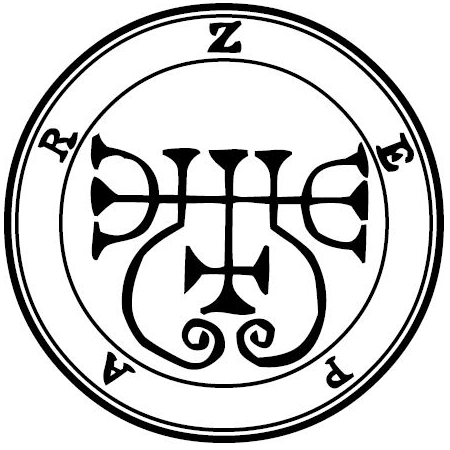
Le sceau de Zepar selon Mathers.

Zepar, Vépar ou encore Sépar est un démon issu des croyances de la goétie, science occulte de l'invocation d'entités démoniaques. 
Le Lemegeton le mentionne en 16e position de sa liste de démons tandis que la Pseudomonarchia Daemonum le mentionne en 19e position.
Grand duc de l'empire infernal, il a l'apparence d'un guerrier.
Il commande vingt-six légions,.
Son rôle est de pousser les hommes aux passions les plus infâmes. Il amène aussi les femmes à aimer les hommes et les réunit dans l'amour, mais en les rendant stériles.
Il est présent dans le visual novel Umineko No Naku Koro Ni en tant que serviteur de Béatrice, la sorcière dorée.